# Franz Rohr von Denta
Franz Freiherr Rohr von Denta (Arad, 30. listopada 1854. - Rodaun, 9. prosinca 1927.) je bio austrougarski general i vojni zapovjednik. Tijekom Prvog svjetskog rata zapovijedao je 10. armijom, 11. armijom i
1. armijom na Talijanskom i Istočnom bojištu. 

## Vojna karijera
Franz Rohr rođen je 30. listopada 1854. kao Franz Denta u Aradu u vojničkoj obitelji. Njegov djed je bio stolar u Langendorfu, dok mu je otac bio vojnik koji se umirovio s činom satnika. Denta je gimnaziju pohađao u Josefstadtu, nakon čega je pohađao vojnu školu u St. Pöltenu. Nakon toga pohađa Terezijansku vojnu akademiju u Bečkom Novom Mjestu, te nakon završetka iste 1876. godine s činom poručnika služi u 3. galicijskoj ulanskoj pukovniji. Godine 1883. promaknut je u satnika, te služi u Glavnom stožeru. Od 1889. služi u 1. husarskoj pukovniji, nakon čega je ponovno raspoređen na službu u Glavni stožer. U svibnju 1891. unaprijeđen je u čin bojnika, nakon čega 1894. postaje načelnikom stožera 13. pješačke divizije koju dužnost kratko obavlja budući je iste godine premješten u 6. odjel ministarstva rata. Nakon završetka Vojne akademije u Beču, u prosincu 1896. promaknut je u čin pukovnika, nakon čega iduće godine postaje načelnikom stožera II. korpusa.
U svibnju 1903. unaprijeđen je u čin general bojnika, te dobiva zapovjedništvo nad 73. landverskom brigadom smještenom u Pressburgu koju dužnost obavlja do 1909. kada postaje glavnim inspektorom za vojnu naobrazbu ministarstva rata. U međuvremenu je, u travnju 1907., promaknut u čin podmaršala. U siječnju 1911. promaknut je u čin generala konjice, dok 1913. postaje zapovjednikom Honveda tj. madžarske komponente austrougarske vojske na kojoj dužnosti dočekuje i početak Prvog svjetskog rata.

## Prvi svjetski rat
Na početku Prvog svjetskog rata Rohr je imenovan zapovjednikom svih jedinica između Innsbrucka i Graza. Nakon ulaska Italije u rat na strani Antante u svibnju 1915. dobiva zapovjedništvo nad Armijskom grupom Rohr sa zadatkom obrane austrougarskih granica od prodora talijanskih trupa. Rohrova armijska grupa držala je položaje duž južnih padina Karnijskih Alpa, te se nalazila u sastavu Jugozapadnog fronta kojim je zapovijedao nadvojvoda Eugen. Navedenom armijskom grupom Rohr je zapovijedao do veljače 1916. kada je armijska grupa rasformirana zbog predstojeće austrougarske ofenzive. Rohr tada postaje zapovjednikom novoformirane 10. armije kojom sudjeluje u Tirolskoj ofenzivi. Međutim, kako je zbog Brusilovljeve ofenzive na Istočnom bojištu austrougarska ofenziva morala biti prekinuta, Rohr u lipnju 1916. od Viktora Dankla koji je upućen na Istočno bojište, preuzima zapovjedništvo nad 11. armijom.
U veljači 1917. premješten je na Istočno bojište gdje postaje zapovjednikom 1. armije kojom je do tada zapovijedao Arthur Arz von Straussenburg koji je imenovan načelnikom Glavnog stožera. Rohr je 14. travnja 1917. uzdignut u baruna, te uzima titulu Rohr von Denta, dok u lipnju 1917. sudjeluje u zaustavljanju Kerenskijeve ofenzive. U siječnju 1918. promaknut je u čin feldmaršala. Rohr je 1. armijom zapovijedao do travnja 1918. kada je armija nakon potpisivanja primirja s Rumunjskom rasformirana.

## Poslije rata
Nakon završetka rata Rohr se umirovio. Usprkos tome, imenovan je feldmaršalom novouspostavljene madžarske države. Preminuo je 9. prosinca 1927. godine u 73. godini života u Rodaunu u okolici Beča.

## Vanjske poveznice
(eng.) Franz Rohr von Denta na stranici Firstworldwar.com

(eng.) Franz Rohr von Denta na stranici Austro-Hungarian-Army.co.uk

(eng.) Franz Rohr von Denta na stranici Oocities.org

(rus.)
Franz Rohr von Denta na stranici Hrono.ru

(njem.) Franz Rohr von Denta na stranici Weltkriege.at
| Prethodnik nitko | Zapovjednik 10. armije Franz Rohr von Denta | Nasljednik Karl Scotti |

| Prethodnik Viktor Dankl | Zapovjednik 11. armije Franz Rohr von Denta | Nasljednik Viktor von Scheuchenstuel |

| Prethodnik Arthur Arz von Straussenburg | Zapovjednik 1. armije Franz Rohr von Denta | Nasljednik nitko |